# You’ve Got a Date with the Blues
You’ve Got a Date with the Blues — шестой студийный альбом американской певицы Хелен Меррилл, выпущенный в 1959 году на лейбле MetroJazz Records. Аранжировки Джимми Джонса. Альбом включает соло трубача Кенни Дорэма, Фрэнка Уэсса и Джерома Ричардсона для флейты и тенора. В репертуар входят версии «You Go to My Head» и «Just Squeeze Me», исполненные на французском, две песни от продюсера Леонарда Фезера, «The Blues from Black, Brown, and Beige» Дюка Эллингтона и «The Thrill Is Gone».

## Отзывы критиков
| Оценки критиков                   | Оценки критиков |
| Источник                          | Оценка          |
| --------------------------------- | --------------- |
| AllMusic                          | [ 1 ]           |
| The Encyclopedia of Popular Music | [ 2 ]           |
| Tom Hull — on the Web             | B+ ()           |

Рецензент журнала Cash Box отметил, что грубоватый, низкий блюзовый плач — главная вокальная сила мисс Меррилл, и она демонстрирует глубокое понимание этой идиомы. Нэт Хентофф из HiFi Review: «Хелен Меррилл продолжает совершенствовать свой стиль. Она всё более непринужденно звучит в медленном темпе, но, к счастью, всё меньше склоняется к пафосу, и её фразировка стала более плавной и менее загроможденной приемами. Она поёт с очевидным желанием воплотить в жизнь всё, что она сказала о себе; и её голос прекрасен, хотя ей не хватает той жесткой, растягивающей силы, которая, например, делала работу Билли Холидей такой запоминающейся ещё долго после того, как выключался фонограф».
В обзоре Скотта Яноу для AllMusic говорится: «Свидания с Хелен Меррилл — это всегда что-то особенное. Этот сет для Metrojazz, который был переиздан как компакт-диск Verve, сочетает в себе прохладный, но внутренне горячий вокал певицы с секстетом всех звёзд. Рекомендуется». Музыкальный критико Том Халл написал: «Темп, переходящий из медленного в средний, легкие штрихи, красивое исполнение».

## Список композиций
1. «The Blues from Black, Brown, and Beige» (Дюк Эллингтон) — 5:22
2. «Am I Blue?» (Гарри Акст, Грант Кларк) — 3:32
3. «Blue Gardenia» (Боб Расселл, Лестер Ли) — 3:18
4. «You’ve Got a Date with the Blues» (Леонард Фезер) — 3:28
5. «The Thrill Is Gone» (Лью Браун, Рэй Хендерсон) — 3:35
6. «(Ah, the Apple Trees) When the World Was Young» (Филипп-Жерар, Джонни Мерсер) — 3:08
7. «Blues in My Heart» (Бенни Картер) — 3:37
8. «Vous M’Eblouissez (You Go to My Head)» (Дж. Фред Кутс, Луи Хенневе, Луи Палекс) — 3:23
9. «Lorsque Tu M’Embrasses (Just Squeeze Me)» (Дюк Эллингтон, Жак Плант) — 2:46
10. «The Meaning of the Blues» (Бобби Труп, Леа Уорт) — 3:05
11. «Signing Off» (Леонард Фезер) — 1:32

## Участники записи
- Хелен Меррилл — вокал
- Кенни Дорэм — труба (треки 1, 3 и 4)
- Джером Ричардсон (треки 1, 3 и 4), Фрэнк Уэсс (треки 5, 7 и 9) − тенор-саксофон, флейта
- Джимми Джонс — фортепиано, аранжировщик
- Барри Гэлбрейт — гитара
- Эл Холл (треки 2, 8, 10 и 11), Милт Хинтон (треки 1, 3, 4-7 и 9) — бас-гитара
- Джонни Кресси — ударные